# Eparchia di Syzran'

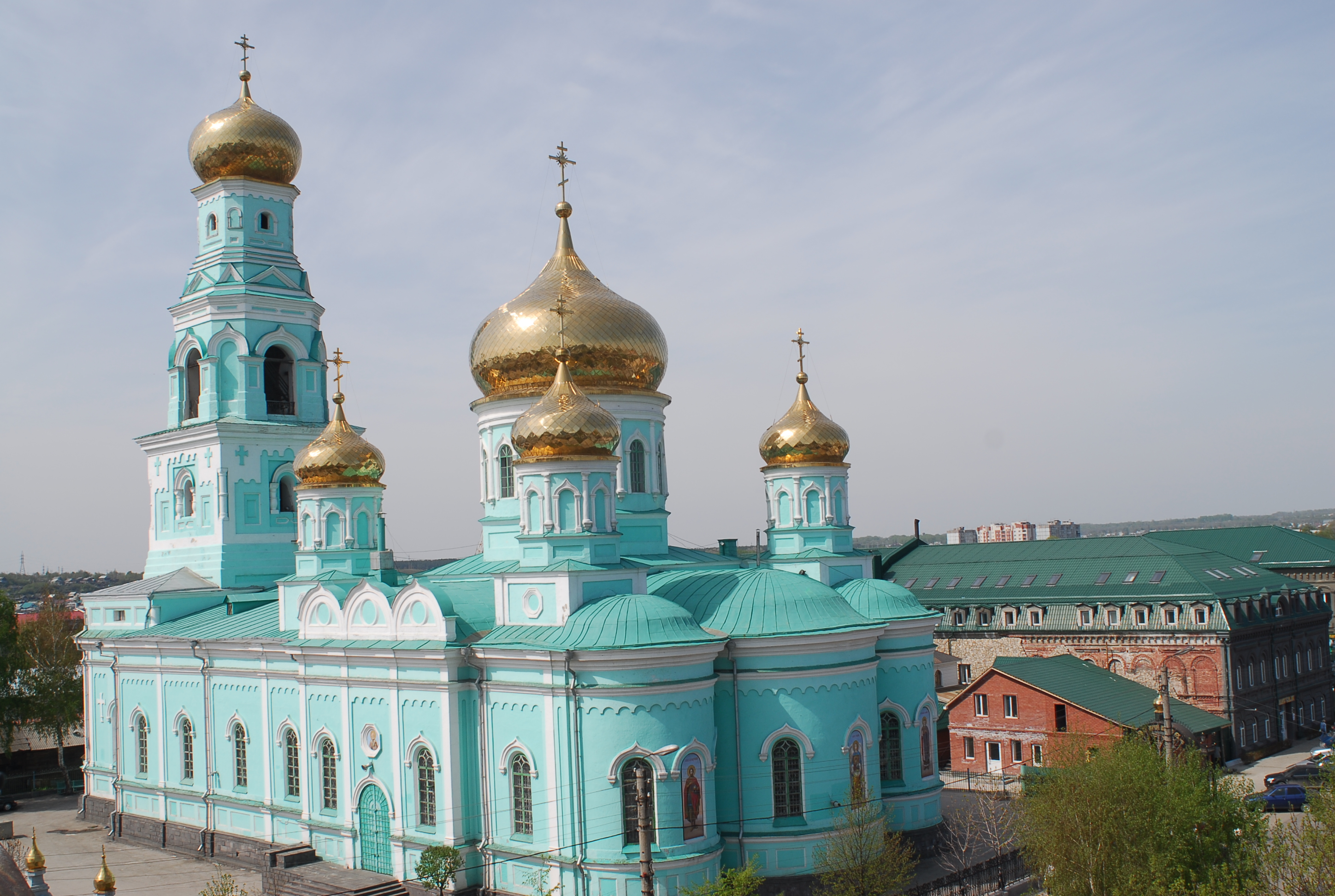
La cattedrale della Madonna di Kazan' di Syzran'.

L'eparchia di Syzran' (in russo Сызранская епархия?) è una diocesi della Chiesa ortodossa russa, appartenente alla metropolia di Samara.

## Territorio
L'eparchia comprende le città di Syzran' e di Oktjabr'sk, e i rajon Syzranskij e Šigonskij nella oblast' di Samara.
Sede eparchiale è Syzran', dove si trova la cattedrale della Madonna di Kazan'.
L'eparca ha il titolo ufficiale di «eparca di Syzran' e Šigony».

## Storia
L'eparchia è stata eretta dal Santo Sinodo della Chiesa ortodossa russa il 4 maggio 2017, ricavandone il territorio dall'eparchia di Samara, e contestualmente è entrata a far parte della metropolia di Samara.
Il 9 luglio 2019 ha ceduto una porzione di territorio a vantaggio dell'erezione dell'eparchia di Togliatti.